# Valencia Open 500 2010
Il Valencia Open 500 2010 è stato un torneo di tennis che è stato giocato su campi in cemento al coperto. È stata la 16ª edizione dell'evento conosciuto come Valencia Open 500 o Open de Tenis Comunidad Valenciana, ed appartiene alla serie ATP World Tour 500 series dell'ATP World Tour 2010. Gli incontri si sono tenuti al Ciutat de les Arts i les Ciències di Valencia, in Spagna, dal 1° al 7 novembre 2010.

## Partecipanti ATP

### Teste di serie
| Giocatore          | Nazionalità | Ranking* | Testa di serie |
| ------------------ | ----------- | -------- | -------------- |
| Andy Murray        | Regno Unito | 4        | 1              |
| Robin Söderling    | Svezia      | 5        | 2              |
| Fernando Verdasco  | Spagna      | 7        | 3              |
| David Ferrer       | Spagna      | 8        | 4              |
| Michail Južnyj     | Russia      | 10       | 5              |
| Nikolaj Davydenko  | Russia      | 11       | 6              |
| Jo-Wilfried Tsonga | Francia     | 13       | 7              |
| Gaël Monfils       | Francia     | 15       | 8              |

- Le teste di serie sono basate sul ranking dell'11 ottobre 2010.

### Altri partecipanti
I seguenti giocatori hanno ricevuto una wild card per il tabellone principale: 
- Pablo Andújar
- Roberto Bautista Agut
- Javier Marti

I seguenti giocatori sono passati dalle qualificazioni:

- Pablo Cuevas
- Tejmuraz Gabašvili
- Benoît Paire
- Michael Russell

## Campioni

### Singolare maschile
David Ferrer ha battuto in finale  Marcel Granollers con il punteggio di 7–5, 6–3
- È il 2º titolo dell'anno per Ferrer, il 9° della sua carriera. È il 2º titolo a Valencia dopo quello del 2008.

### Doppio maschile
Andy Murray /  Jamie Murray hanno battuto in finale  Mahesh Bhupathi /  Maks Mirny con il punteggio di 7–6(8), 5–7, [10–7]